# Johannes Gigas (Theologe)

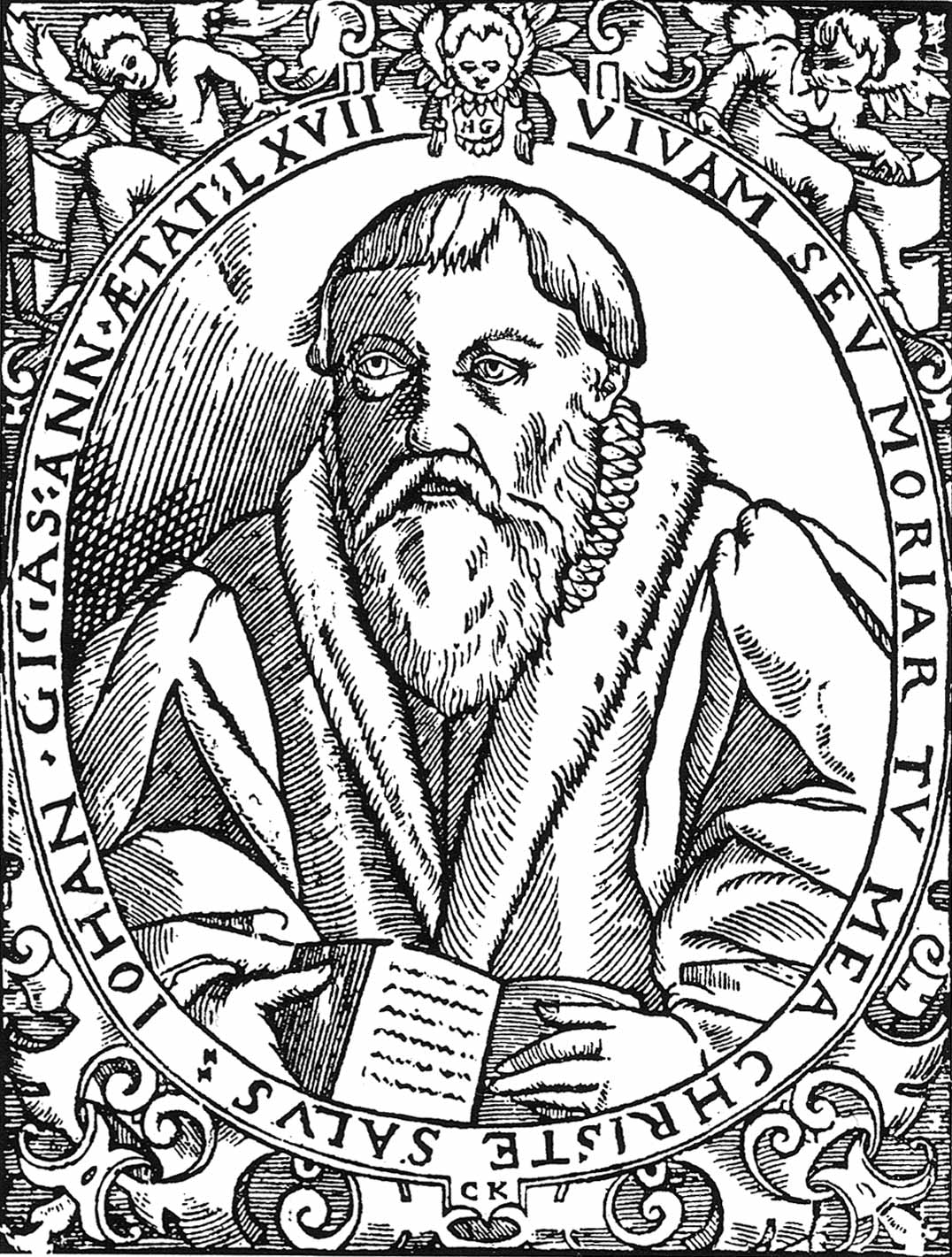
Johannes Gigas

Johannes Gigas, auch Johann Gigas, gräzisiert aus Heune, Hüne (* 22. Februar 1514 in Nordhausen; † 12. Juli 1581 in Schweidnitz) war ein deutscher evangelischer Theologe, Kirchenlieddichter, Humanist, Pädagoge und Reformator.

## Leben
Gigas wurde als Sohn des Nordhäuser Bürgers Nicolaus Heune und seiner Frau Ursula (geb. Rieß) geboren. Bei dem Besuch der Nordhäuser Stadtschule wurde Johann Spangenberg auf ihn aufmerksam, der ihn förderte und in ihm Liebe zur lateinischen Poesie weckte. Im Alter von 15 Jahren wurde er Ostern 1530 auf die Schule in Magdeburg geschickt, wo er unter dem Rektorat von Georg Major die Hochschulreife erlangte und die Schule 1535 verließ. Er immatrikulierte sich an der Universität Wittenberg, wo er sich frühzeitig Justus Jonas d. Ä. anschloss und bei so berühmten Lehrern wie Philipp Melanchthon und Martin Luther lernte. 1537 wechselte er an die Universität Leipzig und kehrte dann nach Wittenberg zurück, wo er 1540 den akademischen Grad eines Magisters der Artes erwarb.
Im Anschluss an seine Studien trat er eine Stelle als Rektor der Lateinschule in Joachimsthal an. 1542 ging er in gleicher Funktion nach Marienberg, wo er einen so guten Ruf erlangte, dass ihn Melanchthon als Rektor der Universität Königsberg vorschlagen wollte. Nachdem Gigas am 29. Januar 1543 Magdalena Pfeil geheiratet hatte, wechselte er als Rektor an die durch Moritz von Sachsen in seiner „Neuen Landesordnung“ geschaffene kurfürstliche Landesschule in Pforta.
Als Humanist schrieb er eine „Methodus scribendi carmina“ und verfasste Epigramme und andere Dichtungen. Nach 1545, des Schuldienstes müde, trat er in den Kirchendienst ein. Er ging nach Schlesien und wirkte 27 Jahre lang als Pfarrer in Freystadt und ab 1577 in Schweidnitz. Dort gab er Katechismuspredigten heraus, die viel benutzt wurden, und auch geistliche Lieder.

## Werke
(mit VD 16-Nummern)
- Epigrammatum innocuorum liber unus., Leipzig ohne Jahr
- De immaturo illustrissimi principis Joannis Georgii, serenissimi Saxoniae Ducis filii obitu, Lugubre Carmen., Leipzig 1537; (VD 16: H 3221)
- Trauergedicht auf Erasmus von Rotterdam in Hessus, Helius Eobanus: In funere ... Desiderii Erasmi Roterodami epicedion. Argentinae: Jucundus, 1537; (VD 16: H 3217)
- Breve epicedion D. Erasmi Roterdami. Argentinae, 1537
- Methodvs Scribendi carmina, pro imperitioribus. Leipzig, 1538; (VD 16: H 3227)
- In optimi viri Michaelis Wicelii D. Geo. Vaicelii parentis obitum, Epicoedion., Leipzig 1538
- Encomion Lipsiae carmine scriptum ... Enth. außerdem: De studiorum humanitatis contemptu Elegia. Dialogus In Quo De Poeticae Aritis Studio er deserendo & amplectendo colloquuntur, Avaritia & Gigas., Leipzig, 1538; (VD 16: H 3215)
- De duabus eclipsibus lunae ... elegia. Leipzig, 1538
- Querela novem Musarum de nonullorum erga ipsos ingratitudinem. Leipzig, 1539; (VD 16: H 3238)
- Spangenberg, Johannes; Gigas, Johannes: Artificiosae Memoriae Libellus: in usum studiosorum collectus / auctore Ioanne Spangebergio Herdeßiano, apud Northusos uerbi ministro. Ioan. Gigas Northusanus. Leipzig, 1539; (VD 16: S 7758)
- Sachssenspiegel, corrigirt auffs new; nach dem Inhalt der alten, waren, corrigirten Exemplarn und Texten ..., Leipzig, 1539; (VD 16: D 745)
- Historia magelonae, Spiel weiss In Deudsche reimlein gebracht. Leipzig, 1539; (VD 16: H 3870)
- Clarissimi Viri D. Nicolai Sceubelij, & honestussimae Virginis Catharin Schelhornen Epithalamion., Leipzig, 1540; (VD 16: H 3211)
- Hoc libello continentur Infrascripta. Dialogus Christiani & mortis De fatis ineuitabilibus & uario mortalium exitu. Elegia. Origo peccati & mortis. Praeparationes quatuor ad mortem Autore Ioanne Spangebergio ... .Addita est querela Heroica omnium statuum de inmatur morte Autore incerto. [Vorn: Ioannes Gigas]. — Erphordie: Saxo, 1540; (VD 16: S 7776)
- Sylvarum libri IV, Wittenberg, 1540; (VD 16: H 3240)
- Elegantiores Versus De Christiana Religione Et moribus ex Prudentio, Lactantio & alijs castis poetis delecti pro pueris. Leipzig, 1541; (VD 16: ZV 7881)
- Zwo Predigten von Christlicher einigkeit / Die Erste des Herren Johannis Mathesü. Die Ander des Herren Johannis Gigantis. S. 1.: um 1542; (VD 16: H 3237)
- Hvmni Aliqvot Et Innocva Poemata Ioannis Gigantis Northusiani. — Lipsiae: Ex Officina Valentin Papae, 1544; (VD 16: H 3220)
- Von dem Jüngstenn tage eine kurtze Predigt / vber das Euangelium Luce am 21. cap. Iohannes Gigas. — Franekfordt an der Oder: Eichorn, um 1550; (VD 16: H 3252)
- Siber, Adam: Pietas Pverilis Ex Diversis Doctorvm Monvmentis. Collecta Ab Adamo Sibero. — Lipsiae: Papa, 1551 (enthält auf Bogen D und E unterschiedliche Disticha von Gigas); (VD 16: S 6224)
- De certitudine religionis christianae concio. Addita sunt innocua quaedam poemata. — Francofurtum ad Viadrum: Eichorn, 1551; (VD 16: H 3210)
- (Von dem jüngsten Tage eine kurze Predigt, über das Evangelium Luce am 21. cap.) Brevis et consolatoria de novissimo extremi iudicü die Concio, super Evangelium Lucae 21. cap. Germanice a Iohannes Gigante habita, scripta, & publicata, nunc Latina facta, & ... Domino Henrico, Duci Megalburgensi & dedicata ä Vincentio Zeddino. Lübeck, 1551; (VD 16: H 3254)
- Epitaphium ... Johannis Puchneri ..., 1553; (VD 16: ZV 25760)
- Wieder die unchristliche, unerhörte furcht der Pestilentz halben, sonderlich inn der Schlesien. Franckfurt/O, 1556; (VD 16: 3266) (Digitalisat)
- Von Casper Schwenckfeldes schwencken und Calumnien., Wittenberg, 1560; (VD 16: H 3260)
- Vom Heiligen Ehestandt eine kurtze Predigt. Franckfurt/Oder, 1562; (VD 16: H 3246)
- Eine Leichpredigt. Psalm CXVIII. Ich werde nicht sterben, sondern leben. Anno 1563. Beim Begräbnis des Herrn Caspar von Promnitz zu Zölling den 27. März 1563 über das Evangelium vom Jüngling zu Nain gehalten.
- Des 128. Psalmes vom h. Ehestande, kurtze erklerung., Franckfurt/O, 1564; (VD 16: H 3219)
- Des alten Christlichen Lieds, Ein Kindelein so löbelich, etc. kurtze erklerung., Franckfurt/O, 1564; (VD 16: H 3208) (Digitalisat)
- Ubern Abschied aus diesem Elendsthal unsers lieben Keisers Ferdinandi: seliger und hochlöblicher Gedechtnis eine kurtze Leichpredigt., Franckfurt/O, 1564
- Von der stuffen zum Himelreich, wieder die Papisten, Wiederteuffer, unnd Schwenckfelder. Franckfurt/O, 1564; (VD 16: H 3258) (Digitalisat)
- Certamen et victoria magni Michaelis adversus draconem. — Regiomonti, 1565
- Von Christlichen Schulmeistern und Schülern eine kurtze Predigt. Franckfurt/O, 1566; (VD 16: H 3250)
- Vom Türcken und Sterben, zwo kurtze Predigten. — Franckfurt/O, 1566; (VD 16: 3249)
- Vom[m] Heiligen Sacrament des Leibes und Bluts Iesu Christi, Eine kurtze Predigt. (Gepredigtt zur Freystadt in die Palmarum, Anno Christi, 1566) Franckfurt/O, 1567; (VD 16: H 3247)
- Eine kurtze Christpredigt. — Franckfurt an der Oder: Johann Eichorn, 1567; (VD 16: H 3225)
- Vom Jüngsten Tage und Deutschem Lande: Eine kurtze Predigt., Franckfurt/Oder, 1567; (VD 16: 3253)
- Vom heiligen Abendmahl Bekentnis. — Franckfurt an der Oder: Johann Eichorn, 1568; (VD 16: 3245)
- Von Rechtem und falschem Fasten, und warumb wir Schwelgerey meiden sollen: Zwo kurtze Predigten., Franckfurt/O, 1568; (VD 16: H 3262)
- Von Weldtlicher Oberkeit und Unterthanen, eine Predigt., Franckfurt/O, 1568; (VD 16: 3264)
- Von Predigern und Zuhörern eine Predigt. Franckfurt an der Oder, 1568; (VD 16: H 3263)
- Von des Teuffels List und Betrug, Zorn, Grim und Mord, und der waren Christen Trost, Wehr und Waffen, eine Predigt., Franckfurt an der Oder, 1568; (VD 16: H 3259) (Digitalisat)
- Vom Gebet eine kurtze Predigt., Alten Stettin, 1569; (VD 16: H 3244)
- Vom ewigen Leben eine kurtze Predigt. Alten Stettin, 1569; (VD 16: H 3243)
- Eine kurtze Hochzeit Predigt., Franckfurt an der Oder, 1569; (VD 16: ZV 22314)
- Elegiae duae _1; De Melchioris Specceri ex hac vita discessu. 2; In obitum Domini M. Elias Kiberi. — Argentinae, um 1569 [Anm.: Dieser Druck wird im VD 16 Johannes Gigas dem Jüngeren zugeschrieben]
- Das Leiden Christi, Kurtz gefast und neun Predigten erklärt. Frankfurt an der Oder, 1569
- Von Schwenckfeldes Schwermerey unI Calumnien, eine Predigt. Budissin, 1569; (VD 16: H 3261)
- Vonn den lebendigen Heiligen auff erden: eine Predigt., Franckfurt an der Oder, 1569; (VD 16: H 3255)
- Von Christlicher einigkeit eine kurtze Predigt. Budissin, 1569; (VD 16: H 3251)
- Von der Heiligen Tauffe zwo kurtze Predigten. — Alten Stettin: Johann Eichorn, 1570; (VD 16: H 3257)
- Von der Geistlichen oder Widergeburt eine kurtze Predigt., Franckfurt an der Oder, 1573; (VD 16: H 3256)
- Vier Predigten, über den 4 Psalmen. Alten Stettin, 1574
- Vier kurtze Predigten, uber den einundfunfftzigsten Psalmen Davids. Alten Stettin, 1574; (VD 16: H 3242) (Digitalisat)
- Das wir allein durch den Glauben an Jhesum Christi, für Gott bestehen, gerecht und selig werden, und das gleichwol der ware Glaub nicht allein bleibt: eine Predigt. — Franckfurt an der Oder, 1574; (VD 16: H 3212)
- Postilla oder Auslegung der SontagsEvangelien und fürnemsten Fest durchs gantz Jar. Franckfurt am Main, 1575; (VD 16: 3232) (Digitalisat)
- Gewisse Ursachen: Warumb ware Christen aus dieser Welt, willig und gern abscheide-Ubersendet der Wolgebornen ... Fraw Ursulen, ... Herrn Siegfrieden von Promnitz, ... Gemahl., Frankfurt an der Oder, 1575; (VD 16: H 3218) (Digitalisat)
- Passion und Triumph unsers Herrn und Heylands Jhesu Christi, gepredigt zur Schweidnitz in Schlesien anno 1576 zu guter Nacht. — Franckfurt an der Oder, 1577; (VD 16: H 3229)
- XIX Kurtze Valet oder Letzpredigten., Franckfurt an der Oder, 1577; (VD 16: H 3228) (Digitalisat)
- Catechismus Johannis Gigantis Northusani. Gepredigt zur Schweidnitz Elysiorum veterum, Anno Jesu Christi, 1577. Franckfurt an der Oder, 1578; (VD 16: H 3222)
- Kurze Warnung im Namen Christi., Frankfurt/O., um 1579
- Catechismus, Gepredigt zur Schweidnitz Elysiorum veterum, Anno Iesu Christi. 1577. — Auffs new wieder gedruckt., Franckfurt a. d. Oder, 1579; (VD 16: H 3223) (Digitalisat)
- Ein Geistreiches lied welchs der alte ehrwirdige Herr M. Johannes Gigas jhm selber zu Trost auff seinem sichbetthe gemacht: Im thon, \Co Gott der Herr nicht bev vns helt. , Franckfurt an der Oder, 1580
- Letzte Predigt und Bekenntnis. — Franckfurt an der Oder, um 1580; (VD 16: H 3226)
- Postilla, Das ist, Außlegung der Euangelien, durchs gantze Jahr, an Sontagen vnd gewöhnlichen Festen, campt andern Predigten: in drev Theil getheilet, ..., corrigiret vnd gemehret ..., Franckfurt am Main, 1582; (VD 16: ZV 21173) (Digitalisat)
- Catechismus Johannis Gigantis \orthusani, gepredigt zur Schweidnitz Elysiorum veterum, Anno Iesu Christi, 1577, zu guter letzte vbersehen., Leipzig, 1583; (VD 16: H 3224)